# 츠하오톈
츠하오톈(중국어 간체자: 迟浩田, 정체자: 遲浩田, 병음: Chí Hàotián; 1929년 7월 9일 출생), 츠하오톈으로도 불리는 그는 중국 인민해방군의 퇴역 장성급 장교이다. 그는 1993년부터 2003년까지 중화인민공화국 국방부장을 지냈다.

## 생애 초기
츠는 1929년 7월 9일 중화민국 산둥성 자오위안시에서 태어났다. 1946년 10월 그는 중국공산당(CCP)에 입당했다.

## 군 경력
츠는 1945년 7월 군에 입대했으며, 인민해방군 군사학원 종합학과를 졸업했다. 6.25 전쟁 중 그는 조선민주주의인민공화국에 주둔한 중국인민지원군 제27군의 대대 교관 및 연대 정치부 부주임을 역임했다. 그는 전쟁 중 용맹함을 인정받아 "1급" 표창을 받았다.
1973년 그는 베이징 군구 부정치위원과 주요 신문 "인민일보"의 부편집장이 되었다. 1976년 탕산시에서 발생한 1976년 탕산 대지진 이후, 츠는 탕산 지진 구호 본부의 부사령관으로 임명되어 지진 피해자들에 대한 인민해방군의 구호 활동을 감독했다. 그는 나중에 인민해방군 총참모부 부주임 및 그 산하 정치부장, 지난 군구 정치위원, 인민해방군 총참모부장 및 그곳의 중국공산당 위원회 서기를 역임했다. 그는 1988년 중앙군사위원회(CMC) 위원으로 선출되었다.
1989년 5월과 6월, 츠는 수도에서 발생한 천안문 광장 시위를 진압하기 위해 베이징에 계엄령을 집행하는 군을 지휘하는 데 중요한 역할을 했다. 1989년 5월 19일자 중앙군사위원회 판공청의 "일일 보고서"(Meiri yibao)에 따르면, 참모총장으로서 그는 베이징, 선양, 지난 군구의 지휘관들에게 "베이징에 진입할 예정인 각 집단군 사단의 명단과 정확한 출발 및 도착 시간, 주요 임무에 대한 세부 사항을 확정하라"고 지시했다. 이러한 군사력 증강은 그해 6월 4일에 발생한 학살로 이어졌다.
천안문 광장 시위 이후, 츠의 진압 개입은 인권 비판의 초점이 되었다. 특히, 1996년 중국 국방부장으로서 미국을 방문했을 때, 1989년 사건에서의 그의 역할이 면밀히 조사되었으며, 그 기간 동안 그의 행동에 대한 국제적 우려가 지속적으로 강조되었다.
1993년 츠는 국무위원과 2003년까지 중화인민공화국 국방부장을 지냈다. 그는 또한 국방법 초안 위원회의 위원장이었다. 그는 1995년 9월 중국공산당 중앙군사위원회 부주석으로 선출되었고, 그해 12월 국가 중앙군사위원회 부주석으로 선출되었다. 1999년 10월 19일, 시리아 다마스쿠스에서 시리아 국방부장 무스타파 틀라스와 만나 중국과 시리아 간의 군사 관계 확대를 논의한 후, 츠는 곧바로 이스라엘로 날아가 당시 이스라엘의 총리 겸 국방부장이었던 에후드 바라크와 만나 군사 관계를 논의했다. 군사 협정 중에는 러시아와 이스라엘이 공동 생산할 10억 달러 규모의 이스라엘-러시아 군용기 판매가 포함되었다.
그는 중국공산당 제12기, 제13기, 제14기 및 제15기 중앙위원으로 선출되었으며, 제15차 전국대표대회에서 정치국 위원이 되었다. 그는 1952년 1등급 명예를, 1985년 3등급 해방훈장을 받았다. 1988년에는 장군으로 진급했다. 츠는 2023년 베이다허 회의에서 중앙군사위원회 주석 시진핑을 꾸짖은 세 명의 당 원로 중 한 명으로 알려졌다.

## 미국에 대한 견해
1999년 12월, 츠는 중화인민공화국과 미국 간의 전쟁이 "피할 수 없다"고 언급했다. 그는 중국군이 교전 조건을 결정해야 한다고 강조하며 "문제는 중국군이 이 전쟁에서 주도권을 잡아야 한다는 것"이라고 주장했다. 그의 발언은 갈등이 불가피할 뿐만 아니라 중국이 전략적 우위를 확보하기 위해 적극적인 입장을 취해야 함을 시사했다.

## 개인 생활
츠는 1956년 인민해방군 병원에서 간호사로 일했던 장칭핑과 결혼했다. 두 부부는 아들과 딸을 두었다. 장칭핑은 2023년 6월 4일 90세의 나이로 사망했다. 츠의 아들 츠싱베이는 이전에 육군 군수부의 정치지도원을 역임한 인민해방군 소장이다.